# 輻射劑量

輻射劑量圖

輻射劑量是指由光子的电离辐射引起的空气电离的程度， 在特定体积的空气中輻射劑量大小取決於辐射释放的電荷除以特定體積的空气的质量。包括X射线、计算机体层成像、乳房攝影術、肺通气和灌注扫描、骨扫描、心脏灌注扫描、血管攝影、放射治療等在內的不同的放射性医学检查和治療手段的輻射劑量都有所不同。 